# Tord Ganelius
Tord Hjalmar Ganelius, född 23 maj 1925 i Stockholm, död 14 mars 2016 i Stockholm, var en svensk matematiker. Han var professor i matematik och var på 1980-talet ständig sekreterare i  Kungliga Vetenskapsakademien samt ledamot i Nobelstiftelsens styrelse. Ganelius ägnade sig främst åt analytiska funktioner och approximationsteori.

## Utbildning och karriär
Tord Ganelius blev filosofie licentiat vid Stockholms högskola 1948 och disputerade för filosofie doktorsgraden vid Stockholms högskola 1953 på avhandlingen Sequences of Analytic Functions and Their Zeros. Han blev docent i matematik vid Lunds universitet 1953 och laborator 1956. 1957 tillträdde Ganelius som professor i matematik vid Göteborgs universitet, där han var verksam fram till 1980. Han var dekanus vid naturvetenskapliga fakulteten 1963-1965 och 1977-1980. Tord Ganelius var inspektor för Filosofiska fakulteternas studentkår 1963-1967, med speciellt intresse för studentorkestern Tongångarna; han blev deras hedersledamot 1967.
Tord Ganelius var gästprofessor vid University of Washington 1962, Cornell University 1967-1968 och vid University of California, San Diego1972-1973.
Han invaldes i Kungliga vetenskapsakademien 1972 som ledamot nummer 1097 och var dess ständige sekreterare åren 1981-1989. Varje år i oktober kungjorde han nobelpristagarna i fysik, kemi och ekonomi (till Alfred Nobels minne). Ganelius var styrelseledamot i Nobelstiftelsen 1981-1989. Sedan 1960 var han även ledamot av Kungliga Vetenskaps- och Vitterhets-Samhället i Göteborg. År 1983 valdes han till utländsk ledamot av Finska Vetenskapsakademien. Från 1981 till våren 1998 satt han i styrelsen i Letterstedtska föreningen.
Tord Ganelius var skribent och artikelförfattare i matematik och allmänvetenskapliga frågor. Ganelius gav 1966 ut boken Introduktion till matematiken som sedan 2006 finns tillgänglig på nätet via bl.a. Nationellt centrum för matematikutbildning.

## Familj
Tord Ganelius var son till byrådirektör Hjalmar Ganelius och Ebba, född Bejbom. Han var gift från 1951  med Aggie, född Hemberg, som är dotter till hovrättsrådet William Hemberg och Aina, född Wehlin. De har fyra barn, Per (1952), Truls (1955), Svante (1957) och Aggie Öhman (1963).